# Oxyopes reddyi
Oxyopes reddyi är en spindelart som beskrevs av Majumder 2004. Oxyopes reddyi ingår i släktet Oxyopes och familjen lospindlar. Inga underarter finns listade i Catalogue of Life.